# 2012-es wimbledoni teniszbajnokság
A 2012-es wimbledoni teniszbajnokság az év harmadik Grand Slam-tornája, a wimbledoni teniszbajnokság 126. kiadása volt. Az eseményt 2012. június 25. és július 8. között rendezték meg Londonban. A mérkőzéseket az All England Lawn Tennis and Croquet Club füves pályáin játszották le, összesen 484 805 néző tekintette meg őket a helyszínen.

## Győztesek
Férfi egyes
A győzelmet Roger Federer szerezte meg, az elődöntőben a címvédő Novak Đokovićot 6–3, 3–6, 6–4, 6–3-ra, majd a döntőben 4–6, 7–5, 6–3, 6–4-re a brit Andy Murray-t is legyőzve. A svájci játékos ezzel összességében a tizenhetedik Grand Slam-győzelmét érte el, ebből a hetediket az All England Clubon. Utóbbival beállította a szintén hétszeres wimbledoni bajnok Pete Sampras, valamint a sikereit az 1880-as években elérő William Renshaw csúcsát. Federer a hatvanhatodik wimbledoni mérkőzését nyerte meg a döntővel, amivel Jimmy Connors (84) és Boris Becker (71) mögött a harmadik helyen állt ekkor ebben a tekintetben. A bajnoki cím megszerzésének értékét növelte, hogy ennek köszönhetően a svájci játékos több mint két év szünet után ismét átvette a vezetést a világranglistán.
Női egyes
A nőknél Serena Williams diadalmaskodott, aki a negyeddöntőben a címvédő Petra Kvitovát, az elődöntőben Viktorija Azarankát is elbúcsúztatta, majd a fináléban 6–1, 5–7, 6–2-re legyőzte a lengyel Agnieszka Radwańskát. Williams 2002, 2003, 2009 és 2010 után az ötödik tornagyőzelmét szerezte meg Wimbledonban, s a tizennegyedik egyéni Grand Slam-diadalát aratta pályafutása során. Újabb wimbledoni sikerével beérte nővérét, Venust, akivel holtversenyben a harmadik helyen állnak a nyílt érában a kilencszeres bajnok Martina Navratilova és a hétszeres győztes Steffi Graf mögött. Az 1956 októberében született Navratilova 1990-es tornagyőzelme óta Serena lett az első olyan wimbledoni bajnok, aki betöltötte a harmincadik életévét.
Párosok
A férfiak páros versenyét az elődöntőben a címvédő Bob Bryan–Mike Bryan-testvérpárt is kiejtő, szabadkártyával elinduló Jonathan Marray–Frederik Nielsen-kettős nyerte meg. A brit-dán páros a döntőben 4–6, 6–4, 7–6(5), 6–7(5), 6–3-ra diadalmaskodott a Robert Lindstedt–Horia Tecău-kettős felett. Marray 1936 óta az első brit férfi, aki ebben a versenyszámban győzni tudott az All England Clubon. Nielsen az első dán játékos, aki egyesben vagy párosban (nem ideértve a vegyes párost) Grand Slam-tornát nyert. Éppen az ő nagyapja, Kurt Nielsen volt az egyetlen dán teniszező eddig, aki Wimbledonban döntőbe jutott egyéniben, de 1953-ban és 1955-ben is vesztesen hagyta el a pályát.
A női párosok küzdelmét Serena Williams és Venus Williams nyerte meg, a 78 percig tartó fináléban 7–5, 6–4-re legyőzve az Andrea Hlaváčková–Lucie Hradecká-duót. A Williams testvérek tizenharmadik közös Grand Slam-győzelmüket aratták, ebből az ötödiket Wimbledonban. A nyílt érában ezzel ők a harmadik legsikeresebb páros a korábban húsz Grand Slam-diadalt elérő Martina Navratilova–Pam Shriver-kettős és a tizennégyszeres bajnok Gigi Fernández–Natallja Zverava-duó mögött.
Vegyes párosban a tornagyőzelmet a Mike Bryan–Lisa Raymond-duó szerezte meg, a két óra 24 perces döntőben 6–3, 5–7, 6–4-re legyőzve a Lijendar Pedzs–Jelena Vesznyina-párost. Bryan és Raymond harmadik közös címüket szerezték meg, 2002-ben a US Openen, 2003-ban a Roland Garroson diadalmaskodtak. Wimbledonban Bryannek ez volt az első győzelme vegyes párosban, míg Raymond 1999-ben már nyert egyszer, akkor éppen a mostani ellenfél, Lijendar Pedzs volt a partnere.

## Érdekességek
- A második kiemelt, korábbi világelső Rafael Nadal a második körben nagy meglepetésre öt játszmában kikapott a cseh Lukáš Rosoltól. Nadallal 2005 óta nem fordult elő, hogy ilyen korán búcsúzott egy Grand Slam-viadaltól. Abban az évben szintén Wimbledonban Gilles Müllertől kapott ki a torna második fordulójában.[9]
- Jaroszlava Svedova a harmadik körben úgy nyerte meg 6–0-ra az első játszmát Sara Errani ellen, hogy egyetlen labdamenetet sem veszített. A mindössze tizenöt percig tartó szett során a kazah versenyző 24 pontot nyert meg egymás után, teljesítve az „aranyszettet”. Erre utoljára 1983-ban volt példa, amikor Bill Scanlon hasonló módon nyert játszmát Marcos Hocevar ellen a Gold Coast Classicon. A női mezőnyben Svedovának sikerült először ez a bravúr az open éra ideje alatt, s Wimbledonban is első alkalommal fordult elő ilyen eset. A mérkőzést végül Svedova nyerte 6–0, 6–4-re.[10][11]
- Andy Murray és Márkosz Pagdatísz centerpályán lejátszott harmadik fordulós találkozója, amelyet Murray 7–5, 3–6, 7–5, 6–1-re nyert meg, a torna történetének legkésőbb véget ért mérkőzése lett, mivel helyi idő szerint 23 óra 2 perckor fejeződött be. Az összecsapás 19.12-kor vette kezdetét, s 21.03-kor félbeszakadt sötétedés miatt, de 36 percnyi szünet után, a világítást is biztosító tető behúzását követően folytatódott. Bár technikai akadálya így nem lett volna a mérkőzés aznapi befejezésének, a wimbledoni torna szabályai szerint este 11 órakor mindenképpen fel kell függeszteni a centerpályán folyó mérkőzést is, függetlenül az állástól. A negyedik szettben, Murray 4–1-es vezetésénél már 22.57-et mutatott az óra, amikor Pagdatísz adogatni kezdett, s éppen azután ugrott 23.00-ra, hogy 5–1 lett. A verseny főbírója azonban engedélyt adott, hogy Murray elkezdjen szerválni, aki két perc alatt meg is nyerte az adogatójátékát, s vele a mérkőzést is.[12] A legkésőbb befejezett wimbledoni meccs rekordját korábban Novak Đoković és Olivier Rochus 2010-es mérkőzése tartotta, amely 22.58-kor ért véget a szerb játékos győzelmével.[13][14]
- A horvát Marin Čilić a harmadik körben öt óra harmincegy perc alatt 7–6(6), 6–4, 6–7(2), 6–7(3), 17–15-re győzte le az amerikai Sam Querrey-t. A 2010-ben szintén Wimbledonban lejátszott, tizenegy óra öt perces játékidejével minden létező rekordot megdöntő Isner–Mahut-meccs után ez volt a második leghosszabb mérkőzés, amelyet valaha lejátszottak az All England Club füves pályáin.[15]
- Serena Williams 24 ászt ütött a Viktorija Azaranka ellen 6–3, 7–6(6)-ra megnyert elődöntőben, ezzel új wimbledoni rekordot állított fel a női mezőnyben. Teljesítménye egyben világcsúcsnak is számít, de holtversenyben, mivel 2008-ban Tokióban az észt Kaia  Kanepi is ugyanennyi ászt ütött a Lucie Šafářová elleni – igaz, háromszettes – mérkőzésén az első fordulóban.[16] Serena a torna során összesen 102 ászt mutatott be (ebből tizenhetet a döntőben), amivel megdöntötte az eddig is általa tartott wimbledoni rekordot a nők egyéni mezőnyében (2010-ben 89 ásszal zárta a viadalt).[4][17] Ráadásul az egész versenyen ő ütötte a legtöbb fogadhatatlan adogatást, néggyel többet, mint a férfiak statisztikáját vezető Philipp Kohlschreiber.[18]

## Döntők

### Férfi egyes
Roger Federer –  Andy Murray 4–6, 7–5, 6–3, 6–4

### Női egyes
Serena Williams –  Agnieszka Radwańska 6–1, 5–7, 6–2

### Férfi páros
Jonathan Marray /  Frederik Nielsen –  Robert Lindstedt /  Horia Tecău 4–6, 6–4, 7–6(5), 6–7(5), 6–3

### Női páros
Serena Williams /  Venus Williams –  Andrea Hlaváčková /  Lucie Hradecká 7–5, 6–4

### Vegyes páros
Mike Bryan /  Lisa Raymond –  Lijendar Pedzs /  Jelena Vesznyina 6–3, 5–7, 6–4

### Juniorok

#### Fiú egyéni
Filip Peliwo –  Luke Saville, 7–5, 6–4

#### Lány egyéni
Eugenie Bouchard –  Elina Szvitolina, 6–2, 6–2

#### Fiú páros
Andrew Harris /  Nick Kyrgios –  Matteo Donati /  Pietro Licciardi, 6–2, 6–4

#### Lány páros
Eugenie Bouchard /   Taylor Townsend –  Belinda Bencic /  Ana Konjuh, 6–4, 6–3

## Világranglistapontok
| Eredmény           | Férfi egyes | Férfi páros | Női egyes | Női páros |
| ------------------ | ----------- | ----------- | --------- | --------- |
| Győzelem           | 2000        | 2000        | 2000      | 2000      |
| Döntő              | 1200        | 1200        | 1400      | 1400      |
| Elődöntő           | 720         | 720         | 900       | 900       |
| Negyeddöntő        | 360         | 360         | 500       | 500       |
| 16 között          | 180         | 180         | 280       | 280       |
| 32 között          | 90          | 90          | 160       | 160       |
| 64 között          | 45          | 0           | 100       | 5         |
| 128 között         | 10          | –           | 5         | –         |
| Főtáblára jutás    | 25          | 25          | 60        | 48        |
| Selejtező (3. kör) | 16          | –           | 50        | –         |
| Selejtező (2. kör) | 8           | –           | 40        | –         |
| Selejtező (1. kör) | 0           | –           | 2         | –         |

## Pénzdíjazás
A torna összdíjazása 16 060 000 angol fontot tett ki. Ez az összeg 10%-kal volt magasabb az előző évinél; 1993 óta nem emelték meg ilyen jelentős mértékben a teljes díjazást. A férfi és a női egyéni győztes fejenként 1 150 000 fontban részesült.
| Eredmény             | Egyes*        | Páros**                                                                   | Vegyes páros**                                                            |
| Győzelem             | 1 150 000 £   | 260 000 £                                                                 | 92 000 £                                                                  |
| Döntő                | 575 000 £     | 130 000 £                                                                 | 46 000 £                                                                  |
| Elődöntő             | 287 500 £     | 65 000 £                                                                  | 23 000 £                                                                  |
| Negyeddöntő          | 145 000 £     | 32 500 £                                                                  | 10 500 £                                                                  |
| 16 között            | 75 000 £      | 16 650 £                                                                  | 5200 £                                                                    |
| 32 között            | 38 875 £      | 9350 £                                                                    | 2600 £                                                                    |
| 64 között            | 23 125 £      | 5450 £                                                                    | 1300 £                                                                    |
| 128 között           | 14 500 £      | –                                                                         | –                                                                         |
| Összesen             | 5 770 000 £*  | 1 107 200 £*                                                              | 330 000 £                                                                 |
| Selejtező (döntő)    | 8500 £        | *Nemenként **Csapatonként ***128-as tábla (férfiak) ****96-os tábla (nők) | *Nemenként **Csapatonként ***128-as tábla (férfiak) ****96-os tábla (nők) |
| Selejtező (2. kör)   | 4250 £        | *Nemenként **Csapatonként ***128-as tábla (férfiak) ****96-os tábla (nők) | *Nemenként **Csapatonként ***128-as tábla (férfiak) ****96-os tábla (nők) |
| Selejtező (1. kör)   | 2125 £        | *Nemenként **Csapatonként ***128-as tábla (férfiak) ****96-os tábla (nők) | *Nemenként **Csapatonként ***128-as tábla (férfiak) ****96-os tábla (nők) |
| Összesen (selejtező) | 408 000 £***  | *Nemenként **Csapatonként ***128-as tábla (férfiak) ****96-os tábla (nők) | *Nemenként **Csapatonként ***128-as tábla (férfiak) ****96-os tábla (nők) |
| Összesen (selejtező) | 306 000 £**** | *Nemenként **Csapatonként ***128-as tábla (férfiak) ****96-os tábla (nők) | *Nemenként **Csapatonként ***128-as tábla (férfiak) ****96-os tábla (nők) |